# それぞれの断崖
『それぞれの断崖』（それぞれのだんがい）は、小杉健治による日本の小説。少年犯罪を扱った社会派ミステリーであり、それに翻弄される被害者家族と加害者家族の愛憎や葛藤を描く。
この作品では少年法が扱われているが、1998年に単行本が発売された際はまだ旧少年法で、刑事罰の対象年齢は16歳以上であった。しかし少年法は2000年11月に改正され、刑事罰の対象年齢は16歳以上から14歳以上に引き下げられている。
2000年4月19日から6月21日までテレビ東京系列でテレビドラマ化。2019年8月3日から9月21日まで東海テレビ制作・フジテレビ系でテレビドラマ化された。

## あらすじ
マルコーコンピューターに勤める志方恭一郎は、長い間の付き合いだった得意先の丹野部長を裏切ってしまったというやりきれない思いに耐え切れず、部下からの誘いにのった。しかし、いつのまにか連れて行かれていた怪しげな店から家に帰ると、待っていたのは息子の訃報だった。不登校から家庭内暴力まではたらくようになっていた14歳の息子が、神社の境内で刺殺されたというのだ。警察やマスコミに当時のアリバイを調べられ、息子が死んだ時間によからぬ場所に出入りしていたと責められ疑われる恭一郎であったが、事件は思わぬ展開をみせる。息子と同じクラスの14歳の少年・八巻満が捕まったのだ。

## 登場人物

### 志方家
志方 恭一郎（しかた きょういちろう）
昭和20年代半ば生まれ、現在47歳。
高卒でコンピューターの専門学校を経て、マルコーコンピューター（道路交通情報システムのソフトウェア部門を任されている会社）に入社。最初の3年間は名古屋の営業所勤務、東京に戻り、営業部で2年。そして現在システム開発二部の部長。
生まれる前に父親を癌で亡くし、母親も中学の時に亡くなったため、叔父が父親代わりだった。
志方 雪子（しかた ゆきこ）
妻。旧姓：岩佐。
高卒でマルコーコンピューターに入社し、開発部で一緒だった恭一郎と結婚する。元来は明るい性格。
志方 真弓（しかた まゆみ）
長女、19歳。八王子にある短大の女子寮に入っていて、月1で実家に帰ってくる。
小作りな顔で、雪子に似て額が広く目鼻だちははっきり。勝気そうな口元をしている。
志方 真紀（しかた まき）
次女。おっとりした性格。
私立の女子高に通っている。
志方 恭介（しかた きょうすけ）
中2から不登校になり、次第に家庭内暴力をふるうようになる。現在14歳。
駅裏の神社の境内にある銀杏の樹の下で、胸を刺されて殺されているのが発見された。

### 会社関係者
深瀬（ふかせ）
マルコーコンピューターのシステム開発二部の課長で恭一郎の部下。高校生になる娘がいる。
常に上司の顔色を窺い、さらには部下にも必要以上に気を使う、典型的会社人間。酒好き。
戸田（とだ）
専務。恭一郎の直属の上司であり、まだ営業課長だった時代から恭一郎を可愛がってくれていた。
いつも穏やかな表情をしているが、実は短気。細面なため、繊細で神経質そうな感じがする。
二部から4人を出して一部にまわせ（＝葵電機を犠牲にしろ）と恭一郎に命令する。
中林（なかばやし）
マルコーコンピューターシステム開発一部の部長。父親が元通産大臣。深瀬と同い年。
二部から人をまわさなければならなくなった原因のミスを犯した張本人。
丹野（たんの）
マルコーコンピューターのシステム開発二部の取引先である葵電機の部長。47歳。
色黒の引き締まった顔つきをしている。両親が大学教授という家庭に育ち、自身も有名進学高校から東大をトップに近い形で卒業した。妻は有名音楽大出身でピアノ教室の講師。秀才なだけでなく、スポーツも万能。
人間味あふれる人柄で、長男の家庭内暴力で修羅場を経験するが立ち直らせた経験ももっているため、仕事上だけではなく公私ともに恭一郎は頼りにしている。

### その他
角田（かくた）
警部補。肩幅の広い無骨な感じで頭がうっすら白いが、50代前後のよう。
恭介が殺された事件を担当する。
村木 丈一（むらき じょういち）
以前真弓につきまとっていた男。
長身の目の細い陰気な顔をしている。
浅井 淳也（あさい じゅんや）
田川中学校で恭介と同じクラス。小学校の頃は仲がよかった。背が高い。
八巻 満（やまき みつる）
恭介と同じクラス。14歳。
普段はおとなしいが、キレると怖い。眉が濃く、目つきが鋭い。母子家庭に育つ。
八巻 はつみ（やまき はつみ）
満の母親。クラブ『マリー』のホステス。
20歳で結婚し、すぐに満を産んだが、満が1歳の時に離婚した。
若菜 秀一（わかな しゅういち）
西東京弁護士会所属の人権派の弁護士。40歳。少年事件を専門に扱っている。
以前、高城殺しで八巻満に疑いがかかった際にも動いている。
学生時代に学園紛争で逮捕された経験から刑事弁護士になろうと決めた熱血漢。
高城 秀子（たかしろ ひでこ）
グリーンマンション302号室在住。28歳。船橋にあるクラブの元ホステス。
恭介の事件の少し前に、頭を鈍器で殴られ、首を絞められて殺された。犯人は捕まっていない。

## 書籍情報
- 単行本：日本放送出版協会、1998年4月発行、ISBN 978-4-14-005294-5
- 文庫：集英社文庫、2001年4月19日発行、ISBN 978-4-08-747310-0　解説：藤田昌司

## テレビドラマ（2000年）
テレビ東京系列で2000年4月19日から6月21日まで放送された。

### キャスト（2000年）
- 志方恭一郎 - 三浦友和[4]
- 志方雪子 - 手塚理美
- 志方真弓 - 橘実里
- 志方恭介 - 細山田隆人
- 志方勇介 - 蟹江敬三
- 八巻はつみ - 石田えり
- 八巻満 - 宮崎将
- 深瀬真一 - 西村和彦
- 高城秀子 - 奥貫薫
- 丹野誠 - 矢崎滋
- 萩尾みどり

### スタッフ（2000年）
- 原作：小杉健治「それぞれの断崖」
- 脚本：相葉芳久
- 演出：松原信吾、山田高道、根本実樹
- プロデュース：松原信吾、斎藤守恒、橋本かおり
- 音楽：斉藤恒芳
- 主題歌：渡辺美里「もっと 遠くへ…」
- 製作：テレビ東京、木下プロダクション（現・TBSスパークル）

### 放送日程（2000年）
| 各話                                                     | 放送日  | サブタイトル                                                        | 監督     | 視聴率 |
| -------------------------------------------------------- | ------- | ------------------------------------------------------------------- | -------- | ------ |
| 第一話                                                   | 4月19日 | 家庭内暴力、少年犯罪…崩壊する一家族の悲劇                           | 松原信吾 | 4.5%   |
| 第二話                                                   | 4月26日 | 息子にホステス殺人容疑！黙秘する少年                                | 松原信吾 | 3.3%   |
| 第三話                                                   | 5月03日 | 母号泣…息子を殺したのは誰！犯行時刻に父の疑惑                       | 山田高道 | 5.3%   |
| 第四話                                                   | 5月10日 | 息子を殺した犯人逮捕！今、始まった新たな闘い                        | 山田高道 | 4.8%   |
| 第五話                                                   | 5月17日 | 我が子は14才少年に殺された！復讐を誓う父に母は…                     | 根本実樹 | 5.5%   |
| 第六話                                                   | 5月24日 | 殺害動機語らぬ少年…息子を信じたい母の衝撃                           | 根本実樹 | 5.2%   |
| 第七話                                                   | 5月31日 | 少年再逮捕！接見拒否の息子へ…死んで罪を償って！                     | 松原信吾 | 5.6%   |
| 第八話                                                   | 6月07日 | 息子を殺された父、加害者母と許されぬ底なし沼へ…                     | 山田高道 | 5.0%   |
| 第九話                                                   | 6月14日 | 私を殺して！驚愕の事実を知った少年の母は風吹く断崖で…               | 根本実樹 | 5.0%   |
| 最終話                                                   | 6月21日 | 息子を殺された家族の運命は、そして加害少年の母は…遂に激動の最終章！ | 松原信吾 | 5.8%   |
| 平均視聴率4.5%（視聴率は関東地区・ビデオリサーチ社調べ） |         |                                                                     |          |        |

### 放映ネット局
- TX テレビ東京（制作局）
- TVh テレビ北海道
- TVA テレビ愛知
- TVO テレビ大阪
- TSC テレビせとうち
- TVQ TXN九州（現:TVQ九州放送）

| テレビ東京系 水曜20時台 | テレビ東京系 水曜20時台 | テレビ東京系 水曜20時台  |
| 前番組                  | 番組名                  | 次番組                   |
| ----------------------- | ----------------------- | ------------------------ |
| 貯まる女                | それぞれの断崖          | ハッピー2 愛と感動の物語 |

## テレビドラマ（2019年）
2019年8月3日から9月21日まで東海テレビ制作・フジテレビ系「オトナの土ドラ」で毎週土曜 23時40分から翌 0時35分に放送された 。主演は遠藤憲一。被害者の父と加害者の母親が愛し合うというありえない設定を演技力で納得させられる役者は他にはいないと、遠藤のスケジュールが空くのを1年待って制作された。

### キャスト（2019年）

#### 主要人物
- 志方恭一郎 - 遠藤憲一
- 八巻はつみ - 田中美里[5]
- 八巻満 - 清水大登
- 志方恭介 - 渡邉蒼
- 志方真紀 - 永瀬莉子
- 志方真弓 - 仁村紗和
- 若菜秀一 - 内田滋
- 角田知宏 - 清水伸
- 立原マリ - 魏涼子
- 高城秀子 - 黛英里佳
- 長瀬一哉 - 井田國彦
- 大迫隆平 - 酒向芳
- 大迫俊平 - 中山卓也
- 山内編集長 - 蒲田哲
- 深瀬宏 - 溝呂木賢
- 牧野早苗 - 千広真弓
- 丹野忠臣 - 梨本謙次郎
- 金山徹子 - 岡まゆみ
- 戸田洋平 - 目黒祐樹
- 志方雪子 - 田中美佐子[5]

#### その他
- 梅子 - 山本ロザ
- 生田 - 的場司
- 原 - 西野大作
- 熊沢 - 杉山俊介
- 中田 - 坂口さゆり
- 原木尚子 - うえのやまさおり
- さゆり - 比留間聡子
- 隣人女性 - 和泉ちぬ
- 担当教官 - 樋口浩二
- 居酒屋店主 - 田口主将
- 愛輪倶楽部の女 - 依東杏奈
- 記者 - 稲輪吉泰
- 児童相談所の職員 - 石神まゆみ
- 看護師 - 奥田由香
- クラブの常連客 - 鈴木隆仁
- 医師 - 加藤衛
- リポーター - 浦口史帆（東海テレビアナウンサー）
- アナウンサー - 柴田美奈（東海テレビアナウンサー）
- その他 - 川口雅子、宮田浩明、岡田謙、森田美恵、山中良弘、大内厚雄、佐藤伸之、永倉大輔、ぶっちゃあ、富士たくや、川守田雅人、山下永玖、市川理玖

### スタッフ（2019年）
- 企画 - 横田誠
- 原作 - 小杉健治 「それぞれの断崖」（集英社文庫刊）
- 脚本 - 洞澤美恵子
- 音楽 - 羽岡佳
- 音楽プロデュース - 細井虎雄（オフィスニューマン）
- プロデュース - 西本淳一（東海テレビ）、大久保直実（ビデオフォーカス）
- 主題歌 - CHEMISTRY「Angel」（Sony Music Labels）[6]
- 演出 - 村松弘之、藤木靖之、遠藤光貴
- 制作 - 東海テレビ
- 制作著作 - ビデオフォーカス

### 放送日程（2019年）
| 話数                                                         | 放送日      | サブタイトル                 | サブタイトル                     | ラテ欄                                                                       | 演出     | 視聴率 |
| 話数                                                         | 放送日      | FOD                          | EPG欄                            | ラテ欄                                                                       | 演出     | 視聴率 |
| ------------------------------------------------------------ | ----------- | ---------------------------- | -------------------------------- | ---------------------------------------------------------------------------- | -------- | ------ |
| 第1話                                                        | 8月03日     | お前を絶対許さない!          | 絶対にお前を許さない!父の叫び    | お前を絶対許さない 犯人は息子の同級生!? 被害者家族の心の叫びを聞け!          | 村松弘之 | 3.9%   |
| 第2話                                                        | 8月10日     | 簡単に終わらせてたまるか!    | 罪に問われても少年を刺し殺します | 例え罪に問われたとしても 刺し殺します!父親の怒りが エスカレート!?息子の無念  | 藤木靖之 | 2.2%   |
| 第3話                                                        | 8月17日     | 絶対に謝罪させる!            | 簡単に終わらせてたまるか!        | 絶対謝罪させる! このまま終わらせてたまるか! 加害者母とついに対面執念の尾行   | 遠藤光貴 | 2.6%   |
| 第4話                                                        | 8月24日     | 君を一人にしない!            | 君を一人にはしない!              | 禁愛君を一人にはしない! 絶望の中の一筋の光… もう止まれない加害者の母と破滅   | 村松弘之 | 3.0%   |
| 第5話                                                        | 9月01日(日) | あなたは一体誰なんですか!?   | 令和最大の大修羅場               | 妻の叫び今すぐ出ていって 選んだ道は地獄の入口 父は家族を捨てたのか修羅の断崖 | 藤木靖之 | 2.4%   |
| 第6話                                                        | 9月07日     | 憎むだけじゃなく向き合いたい | 憎むだけじゃなく向き合ってみたい | 怒りと悲しみを超えた 被害者父の“魂”の覚悟!! 憎むだけじゃなく向き合いたい     | 遠藤光貴 | 3.9%   |
| 第7話                                                        | 9月15日(日) | 僕を許してくれるんですか?    | 犯人の僕を許してくれるんですか?  | 直接対決!! 被害者の父へ犯人の少年が突きつける! 僕を許せるんですか?           | 藤木靖之 | 2.6%   |
| 最終話                                                       | 9月21日     | 生きてていいのかな?          | 僕・俺・私は生きてていいのかな?  | 生きてていいのかな 愛と憎悪と悲しみの先にあるものは… 再生へ這う父と子        | 村松弘之 | 2.8%   |
| （視聴率はビデオリサーチ調べ、関東地区・世帯・リアルタイム） |             |                              |                                  |                                                                              |          |        |

- 第5話は前夜の『世界柔道選手権大会』の30分延長（19:00 - 21:30）のため、30分繰り下げ日曜になってからの放送（0:10 - 1:05）。
- 第7話は『土曜プレミアム2週連続三谷まつりステキな金縛り』（21:00 - 23:40）30分拡大の為、日曜0:10 - 1:05で放送予定だったが、『ワールドカップバレーボール日本 対ドミニカ共和国 戦』の35分延長（19:06 - 21:35）のため日曜0:45 - 1:35の放送。

### 備考
- 本作品の放送前後には、同時間帯で単発ドラマ『背徳の夜食』が放送された（開始前週に第1弾、終了翌週に第2弾）。

| 東海テレビ制作・フジテレビ系 オトナの土ドラ | 東海テレビ制作・フジテレビ系 オトナの土ドラ | 東海テレビ制作・フジテレビ系 オトナの土ドラ |
| 前番組                                      | 番組名                                      | 次番組                                      |
| ------------------------------------------- | ------------------------------------------- | ------------------------------------------- |
| 仮面同窓会 （2019年6月1日 - 7月21日）       | それぞれの断崖 （2019年8月3日 - 9月21日）   | リカ （2019年10月5日 - 11月30日）           |